# جی‌آرتی گاز
جی‌آرتی گاز (انگلیسی: GRTgaz) شرکت گاز فرانسوی است، که‌ در سال ۲۰۰۵ توسط شرکت انژی اس.ای. تأسیس شد.